# Pluton Svea
Pluton Svea från Eskilstuna var en nazistisk vit makt-musikgrupp. De startade år 1993 och splittrades år 2000. 
Bandets texter präglas av främlingsfientlighet och nationalromantik.

## Medlemmar
- Jocke Karlsson - sång, gitarr, trummor

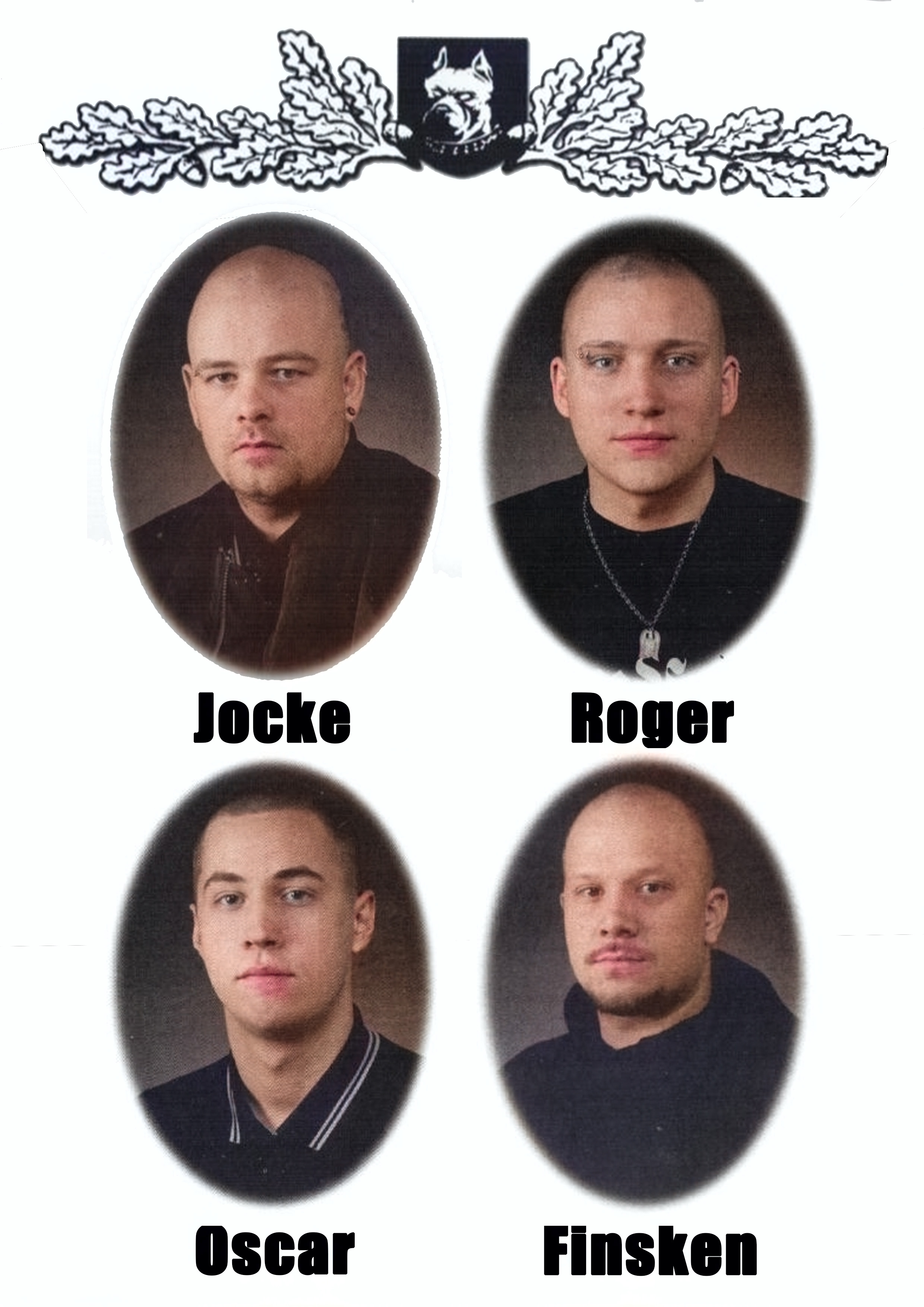
Bilder ihopsatta och färglagd av medlemmar år 2000 då Segermarschen släpptes.

- Jari, gitarr
- Pugh - bas
- Finsken - trummor
- Bilder ihopsatta och färglagd av medlemmar år 2000 då Segermarschen släpptes.

## Diskografi

### Album
- 1994 – Genom kamp till Seger (Ragnarock Records, RRCD 009).[4]
- 1995 – Stöveltramp (Ragnarock Records, RRCD 020).[5]
- 1998 – Stöveltrampen ekar igen (Nordland, 88CD 020).[6]
- 1998 – Drömmen om Frihet (Midgård Records, MIDCD 008).[7]
- 2000 – Segermarschen (Midgård Records, MIDCD 020).[8]

### Samlingsalbum
- 1998 – 88% Unplugged (Midgård Records, MIDCD 010).[9]
- 2000 – Pro Patria - Svensk Makt/Pluton Svea - Genom Kamp till seger (Sniper Records).[10]
- 2012 – Best of The Best (Midgård Records, MIDCD 049).[11]
- 2015 – Battle shout (Sniper Records, ).[12]

### Singlar
- 1998 – Pitbull Power (Midgård Records, MIDCD 003).[13]